# Rial yemení
El rial (en árabe: ريال, código ISO 4217 YER) es la unidad monetaria de Yemen. Se divide en 100 fils (en árabe: فلس) aunque no se han acuñado monedas fraccionarias desde la unificación del país.

## Historia
Tras la unificación del país entre el norte (República Árabe de Yemen) y el sur (República Democrática Popular de Yemen) en 1990, las monedas de ambos territorios rial del norte y el dinar usado en el sur los que fueron de curso legal durante un periodo de transición, en el que 1 dinar se cambiaba a 26 riales. Finalmente el 11 de junio de 1996 el dinar dejó de ser la moneda de curso legal.
Las primeras monedas acuñadas por la República de Yemen están fechadas en 1993. Desde la introducción del nuevo rial su valor frente al dólar ha ido cayendo poco a poco.

## Monedas
Cuando se unificó el país, en Yemen del Norte se acuñaron monedas en denominaciones de 1, 5, 10, 25, 50 fils y 1 rial. Sin embargo, las denominaciones en fils han desaparecido de la circulación. En 1993 el Banco Central de Yemen acuñó monedas de 1 y 5 riales, seguidos de las denominaciones de 10 riales en 1995 y 20 riales en 2004.
| Imagen | Denominación | Emisión | Metal  | Metal    | Forma    | Diámetro (mm) | Peso (g) | Canto    | Anverso                               | Reverso                                                                   |
| Imagen | Denominación | Emisión | Anillo | Centro   | Forma    | Diámetro (mm) | Peso (g) | Canto    | Anverso                               | Reverso                                                                   |
| ------ | ------------ | ------- | ------ | -------- | -------- | ------------- | -------- | -------- | ------------------------------------- | ------------------------------------------------------------------------- |
|        | 1 rial       | 1993-   | Acero  | Acero    | Circular | 20,00         | 2,75     | Estriado | Escudo de armas                       | ريال ١ - البنك المركزي اليمني - año de acuñación                          |
|        | 5 riales     | 1993-   | Acero  | Acero    | Circular | 23,00         | 4,50     | Estriado | Edificio del - Banco Central de Yemen | ريال ٥ - البنك المركزي اليمني - año de acuñación                          |
|        | 10 riales    | 1995-   | Acero  | Acero    | Circular | 26,00         | 6,10     | Estriado | Puente de Shaharah                    | ريال ١٠ - البنك المركزي اليمني - año de acuñación                         |
|        | 20 riales    | 2004    | Acero  | Cu+Ni+Zn | Circular | 30,00         | 7,10     | Estriado | Drago                                 | ريال ٢٠ - البنك المركزي اليمني - CENTRAL BANK OF YEMEN - año de acuñación |
|        | 20 riales    | 2006    | Acero  | Acero    | Circular | 30,00         | 6,80     | Estriado | Drago                                 | ريال ٢٠ - البنك المركزي اليمني - CENTRAL BANK OF YEMEN - año de acuñación |

## Billetes
La primera emisión de billetes del Banco Central de Yemen fue en denominaciones de 1, 5, 10, 20, 50 y 100 riales. En 1993 los billetes de 1 y 5 riales fueron sustituidos por monedas, y lo mismo pasó en 1995 con los billetes de 10 riales. En 1996 se añadió un billete de 200 riales, seguido de los billetes de 500 riales en 1997 y 1000 riales en 1998. Siguiendo los nuevos diseños emitidos entre 1997 y 1998, el 14 de noviembre de 2009 fue puesto en circulación un nuevo billete con un valor facial de 250 riales.
| Denominación | Color predominante | Imagen del anverso | Imagen del reverso |
| ------------ | ------------------ | ------------------ | ------------------ |
| 100 riales   | Granate            |                    |                    |
| 200 riales   | Amarillo           |                    |                    |
| 250 riales   | Café               |                    |                    |
| 500 riales   | Azul               |                    |                    |
| 1000 riales  | Verde              |                    |                    |
| 5000 riales  | Azul               |                    |                    |